# أخلاقيات البيانات الضخمة
تشير أخلاقيات البيانات الضخمة (المعروفة ببساطة أيضًا بإسم أخلاقيات البيانات) إلى تنظيم مفاهيم السلوك الصحيح والخاطئ والدفاع عنها والتوصية بها فيما يتعلق بالبيانات، ولا سيما البيانات الشخصية.
منذ فجر الإنترنت، زادت كمية ونوعية البيانات بشكل كبير، وما زالت بازدياد مطرد، وبشكل كبير. حيث تصف البيانات الضخمة هذه الكمية الكبيرة من البيانات والمعقدة لدرجة أن برامج تطبيقات معالجة البيانات التقليدية غير كافية للتعامل معها. وقد أحدثت الابتكارات الحديثة في مجال البحوث الطبية والرعاية الصحية، مثل تسلسل الجينوم عالي الإنتاجية، والتصوير عالي الدقة، والسجلات الطبية الإلكترونية للمرضى، وعدد كبير من الأجهزة الصحية المتصلة بالإنترنت، طوفانًا هائلاً من البيانات سيصل إلى نطاق الإكسابايت في المستقبل القريب، وهنا تتزايد أهمية أخلاقيات البيانات مع زيادة كمية البيانات بسبب حجم التأثير.
تختلف أخلاقيات البيانات الضخمة عن أخلاقيات المعلومات لأن تركيز أخلاقيات المعلومات يهتم أكثر بقضايا الملكية الفكرية والمخاوف المتعلقة بأمناء المكتبات والمحفوظات ومحترفي المعلومات، في حين أن أخلاقيات البيانات الضخمة تهتم أكثر بجمع ونشر البيانات المنظمة أو غير المنظمة، مثل وسطاء البيانات والحكومات والشركات الكبيرة. ومع ذلك، ونظرًا لأن الذكاء الاصطناعي أو أنظمة التعلم الآلي تُبنى باستخدام مجموعات البيانات الضخمة بانتظام، فإن مناقشات أخلاقيات البيانات غالبًا ما تتشابك مع تلك المتداولة حول أخلاقيات الذكاء الاصطناعي، وفي الآونة الأخيرة، تم أيضًا بحث قضايا أخلاقيات البيانات الضخمة فيما يتعلق بمجالات أخرى من أخلاقيات التكنولوجيا والعلوم، بما في ذلك أخلاقيات الرياضيات وأخلاقيات الهندسة، حيث تستخدم العديد من مجالات الرياضيات التطبيقية والهندسة مجموعات كبيرة من البيانات بشكل متزايد.

## مبادئ
تركز أخلاقيات البيانات بالمبادئ التالية:
- الملكية - فالأفراد يمتلكون بياناتهم الخاصة
- شفافية المعاملات - عندما تُستخدم البيانات الشخصية للفرد، فيجب أن يتمتع بوصول شفاف إلى تصميم الخوارزمية المستخدمة لإنشاء مجموعات البيانات المتراكمة
- الموافقة - كل من يرغب باستخدام البيانات الشخصية، سواءً كان فرداً أو كياناً قانونياً، يحتاج إلى موافقة واضحة وصريحة على البيانات الشخصية التي تنتقل إلى من، ومتى، ولأي غرض من مالك البيانات
- الخصوصية - في حالة إجراء معاملات على البيانات، يجب بذل كل الجهود الممكنة والمعقولة للحفاظ على الخصوصية
- المالية - يجب أن يكون الأفراد على دراية بالمعاملات المالية الناتجة عن استخدام بياناتهم الشخصية وحجم هذه المعاملات
- الانفتاح - ينبغي أن تكون مجموعات البيانات المجمعة متاحة بحرية

### ملكية
تتضمن ملكية البيانات تحديد الحقوق والواجبات على البيانات المملوكة، ويرتبط مفهوم ملكية البيانات بالقدرة على ممارسة التحكم في مشاركة البيانات الشخصية و/أو تحديد ما يمكن أو يُسمح بمشاركته، وتقع مسألة ملكية البيانات الشخصية في منطقة ملكية الهوية الرقمية .
تؤكد القوانين الأوروبية، واللائحة العامة لحماية البيانات، إلى أن الأفراد يمتلكون بياناتهم الشخصية.

### شفافية المعاملات
أثيرت مخاوف عديدة حول دمج التحيزات في تصميم خوارزميات معالجة البيانات، مما يؤدي إلى نوع من القمع الرقمي المنهجي.
فيما يتعلق بالحوكمة، تهتم أخلاقيات البيانات الضخمة بأنواع الاستدلالات والتنبؤات التي ينبغي إجراؤها باستخدام تقنيات البيانات الضخمة مثل الخوارزميات.
الحوكمة الاستباقية هي ممارسة استخدام التحليلات التنبؤية لتقييم السلوكيات المستقبلية المحتملة. وهذا له آثار أخلاقية لأنه يتيح القدرة على استهداف مجموعات وأماكن معينة يمكن أن تشجع التحيز والتمييز على سبيل المثال، تسلط الشرطة التنبؤية الضوء على مجموعات أو أحياء معينة يجب مراقبتها عن كثب أكثر من غيرها مما يؤدي إلى مزيد من العقوبات في هذه المجالات والمراقبة الدقيقة لأولئك الذين تنطبق عليهم نفس المواصفات التي يتمتع بها الأشخاص الخاضعون للعقوبات.
يشير مصطلح "زحف التحكم" إلى البيانات التي أُنشئت لغرض معين في الإعتبار ولكن يتم إعادة توجيهها لأغراض أخرى. تظهر هذه الممارسة في بيانات صناعة الطيران التي تم إعادة توظيفها لتحديد المخاطر الأمنية وإدارتها في المطارات.

### الخصوصية
لقد تم التعامل مع الخصوصية باعتبارها قيدًا على استخدام البيانات والتي يمكن اعتبارها أيضًا غير أخلاقية. على سبيل المثال، يمكن لمشاركة بيانات الرعاية الصحية أن تسلط الضوء على أسباب الأمراض، وآثار العلاجات، ويمكن أن تسمح بإجراء تحليلات مخصصة بناءً على احتياجات الأفراد. وهذا له أهمية أخلاقية في مجال أخلاقيات البيانات الضخمة لأنه في حين أن الكثيرين يقدرون الخصوصية، فإن إمكانيات مشاركة البيانات تعد أيضًا ذات قيمة كبيرة، على الرغم من أنها قد تتعارض مع مفهوم الفرد للخصوصية. قد تستند المواقف ضد مشاركة البيانات إلى فقدان السيطرة على البيانات والخوف من استغلال البيانات الشخصية. ومع ذلك، فمن الممكن استخراج قيمة البيانات دون المساس بالخصوصية.
يقوم بعض العلماء مثل جوناثان إتش كينغ ونيل إم ريتشاردز بإعادة تعريف المعنى التقليدي للخصوصية، ويتساءل آخرون عما إذا كانت الخصوصية لا تزال موجودة أم لا. في مقال نشر عام 2014 في مجلة ويك فورست لو ريفيو، جادل كينغ وريتشارد بأن الخصوصية في العصر الرقمي لا يمكن فهمها من حيث السرية ولكن من حيث اللوائح التي تحكم وتتحكم في استخدام المعلومات الشخصية. في الاتحاد الأوروبي، يمنح حق النسيان دول الاتحاد الأوروبي فرض إزالة أو فصل البيانات الشخصية من قواعد البيانات بناءً على طلب الفرد إذا اعتبرت المعلومات غير ذات صلة أو قديمة. ووفقا لأندرو هوسكينز، يوضح هذا القانون الذعر الأخلاقي بين أعضاء الاتحاد الأوروبي بشأن الخسارة الملحوظة للخصوصية والقدرة على التحكم في البيانات الشخصية في العصر الرقمي. في الولايات المتحدة، يحق للمواطنين حذف البيانات المقدمة طوعًا. ويختلف هذا كثيرًا عن الحق في النسيان لأن الكثير من البيانات المنتجة باستخدام تقنيات ومنصات البيانات الضخمة لا يتم تقديمها طوعًا.
توضح الأطر القانونية المختلفة في الاتحاد الاوروبي والمتعلقة بالخصوصية، كيفة تتصارع البلدان مع هذه المخاوف ذات العلاقة بالبيانات الضخمة، هذا رغم أن المفاهيم التقليدية للخصوصية تخضع للتدقيق على الدوام، ويوضح "الحق في النسيان" في الاتحاد الاوروبي والحق في حذف البيانات المقدمة طوعاً في الولايات المتحدة الأساليب المختلفة لتنظيم الخصوصية في العصر الرقمي.

#### قيمة البيانات
الفرق في القيمة بين الخدمات التي تيسرها شركات التكنولوجيا وقيمة أسهم شركات التكنولوجيا، هذا هو الفرق في سعر الصرف المقدم للمواطن و"سعر السوق" لقيمة بياناتهم. من الناحية العلمية هناك العديد من الثغرات في هذا الحساب البدائي: فالأرقام المالية للشركات المتهربة من الضرائب لا يمكن الاعتماد عليها، إما الإيرادات أو الربح يمكن أن يكون أكثر ملاءمة، وكيفية تعريف المستخدم، كما أن هناك حاجة إلى عدد كبير من الأفراد لتكون البيانات ذات قيمة، تقع أسعار متدرجة محتملة لأشخاص مختلفين في بلدان مختلفة، وما إلى ذلك. وعلى الرغم من أن هذه الحسابات أولية، إلا أنها تعمل على جعل القيمة النقدية للبيانات أكثر واقعية. هناك طريقة أخرى تتمثل في العثور على أسعار تداول البيانات في السوق السوداء. تنشر RSA قائمة تسوق سنوية للأمن السيبراني تتبع هذا النهج.
وهذا يثير سؤالاً اقتصاديًا هاماً حول ما إذا كانت خدمات التكنولوجيا المجانية مقابل البيانات الشخصية بمثابة تبادل ضمني مفيد للمستهلك. في نموذج تداول البيانات الشخصية، بدلاً من الشركات التي تبيع البيانات، يمكن للمالك بيع بياناته الشخصية والاحتفاظ بالربح.

### الانفتاح
تتمحور فكرة البيانات المفتوحة حول الحجة القائلة بأن البيانات يجب أن تكون متاحة بحرية ولا ينبغي أن يكون لها قيود من شأنها أن تحظر استخدامها، مثل قوانين حقوق النشر. بدأت العديد من الحكومات في التحرك نحو نشر مجموعات البيانات المفتوحة بغرض الشفافية والمساءلة اعتباراً من عام 2014، وقد اكتسبت هذه الحركة زخمًا عبر "نشطاء البيانات المفتوحة" الذين دعوا الحكومات إلى إتاحة مجموعات البيانات للسماح للمواطنين باستخراج المعنى من البيانات وإجراء عمليات التحقق والتوازن بأنفسهم. وقد زعم كينغ وريتشاردز أن هذه الدعوة إلى الشفافية تتضمن التوتر بين الانفتاح والسرية.
وقد جادل النشطاء والعلماء أيضًا بأنه نظرًا لأن هذا النموذج مفتوح المصدر لتقييم البيانات يعتمد على المشاركة التطوعية، فإن توفر مجموعات البيانات المفتوحة له تأثير ديمقراطي على المجتمع، مما يسمح لأي مواطن بالمشاركة. بالنسبة للبعض، يعتبر توفر أنواع معينة من البيانات حقًا وجزءًا أساسيًا من قدرة المواطن.
تسرد مؤسسة المعرفة المفتوحة (The Open Knowledge Foundation OFK) العديد من أنواع مجموعات البيانات التي يجب أن توفرها الحكومات حتى تكون مفتوحة حقًا، ولدى OFK أداة تسمى مؤشر البيانات العالمية المفتوحة (GODI) وهي عبارة عن مسح جماعي المصدر لقياس انفتاح الحكومات، وفقًا للتعريف المفتوح . الهدف من GODI هو توفير أداة لتقديم تعليقات مهمة للحكومات حول جودة مجموعات البيانات المفتوحة الخاصة بها.
يختلف الاستعداد لمشاركة البيانات من شخص لآخر. وقد أجريت دراسات أولية حول محددات الرغبة في تبادل البيانات. على سبيل المثال، اقترح البعض أن جيل طفرة المواليد أقل استعدادًا لمشاركة البيانات من جيل الألفية.

## أنظر أيضا
- الموافقة الديناميكية

## الحواشي
1. ↑  Kitchin, Rob (18 Aug 2014). The Data Revolution: Big Data, Open Data, Data Infrastructures and Their Consequences (بالإنجليزية). SAGE. p. 27. ISBN:9781473908253. Archived from the original on 2023-04-30.
2. ↑  Floridi, Luciano; Taddeo, Mariarosaria (28 Dec 2016). "What is data ethics?". Philosophical Transactions of the Royal Society A: Mathematical, Physical and Engineering Sciences (بالإنجليزية). 374 (2083): 20160360. Bibcode:2016RSPTA.37460360F. DOI:10.1098/rsta.2016.0360. ISSN:1364-503X. PMC:5124072. PMID:28336805.
3. ↑  Cote, Catherine (16 Mar 2021). "5 Principles of Data Ethics for Business". Harvard Business School Online (بالإنجليزية). Archived from the original on 2023-07-29. Retrieved 2022-09-07.
4. ↑  van Ooijen، I.؛ Vrabec، Helena U. (11 ديسمبر 2018). "Does the GDPR Enhance Consumers' Control over Personal Data? An Analysis from a Behavioural Perspective". Journal of Consumer Policy. ج. 42 ع. 1: 91–107. DOI:10.1007/s10603-018-9399-7. hdl:2066/216801. ISSN:0168-7034. S2CID:158945891.
5. ↑  O'Neil, Cathy (2016). Weapons of Math Destruction (بالإنجليزية). Crown Books. ISBN:978-0553418811.
6. 1 2 3 4 5  Richards and King، N. M. and J. H. (2014). "Big data ethics". Wake Forest Law Review. ج. 49: 393–432. SSRN:2384174.
7. 1 2 3 4  Kitchin، Rob (2014). The Data Revolution: Big Data, Open Data Infrastructure and Their Consequences. SAGE Publications. ص. 178–179.
8. ↑  Zwitter، A. (2014). "Big Data Ethics". Big Data & Society. ج. 1 ع. 2: 4. DOI:10.1177/2053951714559253.
9. 1 2 3  Kostkova، Patty؛ Brewer، Helen؛ de Lusignan، Simon؛ Fottrell، Edward؛ Goldacre، Ben؛ Hart، Graham؛ Koczan، Phil؛ Knight، Peter؛ Marsolier، Corinne (17 فبراير 2016). "Who Owns the Data? Open Data for Healthcare". Frontiers in Public Health. ج. 4: 7. DOI:10.3389/fpubh.2016.00007. PMC:4756607. PMID:26925395.
10. 1 2 3  Walker، R. K. (2012). "The Right to be Forgotten". Hastings Law Journal. ج. 64: 257–261.
11. ↑  Hoskins، Andrew (4 نوفمبر 2014). "Digital Memory Studies |". memorystudies-frankfurt.com. مؤرشف من الأصل في 2023-04-11. اطلع عليه بتاريخ 2017-11-28.
12. ↑  "ERRATUM". Ethics & Human Research (بالإنجليزية). 44 (1): 17. Jan 2022. DOI:10.1002/eahr.500113. ISSN:2578-2355. PMID:34910377. Archived from the original on 2023-04-11.
13. ↑  RSA (2018). "2018 Cybersecurity Shopping List" (PDF) (بالإنجليزية). Archived from the original (PDF) on 2023-04-08.
14. ↑  László, Mitzi (1 Nov 2017). "Personal Data trading Application to the New Shape Prize of the Global Challenges Foundation" (بالإنجليزية). online: Global Challenges Foundation. p. 27. Archived from the original on 2018-06-20. Retrieved 2018-06-20.
15. 1 2  Kalin، Ian (2014). "Open Data Policy Improves Democracy". SAIS Review of International Affairs. ج. 34 ع. 1: 59–70. DOI:10.1353/sais.2014.0006. S2CID:154068669.
16. 1 2  Baack، Stefan (27 ديسمبر 2015). "Datafication and empowerment: How the open data movement re-articulates notions of democracy, participation, and journalism". Big Data & Society. ج. 2 ع. 2: 205395171559463. DOI:10.1177/2053951715594634. S2CID:55542891.
17. 1 2  Knowledge، Open. "Methodology - Global Open Data Index". index.okfn.org. مؤرشف من الأصل في 2021-03-08. اطلع عليه بتاريخ 2017-11-23.
18. ↑  Knowledge، Open. "About - Global Open Data Index". index.okfn.org. مؤرشف من الأصل في 2021-04-21. اطلع عليه بتاريخ 2017-11-23.
19. ↑  Emerce. "Babyboomers willen gegevens niet delen". emerce.nl. مؤرشف من الأصل في 2023-06-09. اطلع عليه بتاريخ 2016-05-12.